# Будзєєво
Будзєєво (пол. Budziejewo) — село в Польщі, у гміні Месцисько Вонґровецького повіту Великопольського воєводства.
Населення — 93 особи (2011).
У 1975-1998 роках село належало до Познанського воєводства.

## Демографія
Демографічна структура станом на 31 березня 2011 року:
|          | Загалом | Допрацездатний вік | Працездатний вік | Постпрацездатний вік |
| -------- | ------- | ------------------ | ---------------- | -------------------- |
| Чоловіки | 46      | 14                 | 32               | 0                    |
| Жінки    | 47      | 16                 | 25               | 6                    |
| Разом    | 93      | 30                 | 57               | 6                    |